# Jet Boy (película)
Jet Boy es una película dramática canadiense del año 2001 dirigida por David Schultz e interpretada por Branden Nadon y Dylan Walsh en papeles principales. En ella, un adolescente de trece años llamado Nathan (Branden Nandon) viaja por Canadá buscando a su padre ausente.

## Argumento y sinopsis
La película se ambienta y desarrolla en la actual Canadá; Nathan (Branden Nadon) es un solitario y descuidado adolescente de 13 años que vive con su madre alcohólica y adicta a la heroína, por lo que se prostituye a fin de poder comprarle la droga que necesita y conseguir algo de dinero para sí mismo. Un día, su madre repentinamente muere por una sobredosis, por lo que Nathan es trasladado a una comisaría para ser entregado a los servicios sociales. Al mismo tiempo Boon (Dylan Walsh), un presunto prófugo y maleante es interrogado en la habitación contigua. Nathan decide huir ante la llegada de una trabajadora social, y emprende un viaje rumbo al oeste, para encontrar a su ausente padre biológico que vive en Vancouver. 
Tras viajar solo por unas horas termina en una bencinera, donde su destino se cruza con el de Boon coincidiendo en el mismo lugar, este llama profundamente su atención y decide sentarse junto a él y charlar con el fin de empatizar. Nathan, hambriento y sin dinero le pregunta si se dirige al oeste, pero Boon, esquivándolo, le responde que viaja al este. Nathan se da cuenta de que le está mintiendo y lo increpa. Boon, molesto por su intromisión, le da algo de dinero y se levanta, dejando solo al adolescente. Una vez fuera Boon utiliza una cabina telefónica, y anota un número en el empañado vidrio de la cabina; Sin embargo, al descuidarse por un instante, Nathan borra el número no sin antes memorizarlo, a fin de extorsionarlo para que lo lleve consigo. Boon, sin otra opción, accede. 
Así inician un viaje por Canadá rumbo al oeste. En él, ambos se conocerán mutuamente, empatizando mucho. Terminan llegando al pueblo en donde Boon se crio. Allí se encontraran con personas del pasado y harán nuevos amigos. Por un lado, Boon se reconciliará con su lado humano y generoso, visitando a su padre y reencontrándose con un antiguo amor de su adolescencia; y Nathan, se hará muy amigo del hijo de esa mujer metiéndose en problemas con la policía a causa de los desadaptados amigos de este, de los cuales uno de ellos le dará una gran sorpresa. 
Es aquí donde los problemas aumentan, Nathan empieza a confundir sus sentimientos hacia Boon e intenta seducirlo, y al ser rechazado, escapa metiéndose en líos con un pervertido cliente que encuentra en una vereda. Rápidamente es rescatado por Boon, y se reconcilian emotivamente. Nathan termina dándose cuenta de quien realmente es Boon y su cargo, al cual en un principio creía un peligroso criminal. Finalmente sin llegar a su destino, Nathan encontrará en Boon al padre que tanto buscó y anheló en su vida.

## Controversia / Consideraciones
La película es considerada dura en cuanto a la realidad en la que vive Nathan, quien practica la prostitución, aunque su presunta homosexualidad queda de manera inconclusa. Vive en un ambiente alcoholizado y drogadicto, por lo que también bebe a su corta edad. Las escenas sexuales como tales no son representadas, pero sí dadas a entender con evidentes signos, como las heridas en la espalda que lleva consigo Nathan, consecuencia de agresiones que sufre a manos de los hombres que le contratan. Al mismo tiempo queda en evidencia la carencia paternal que sufre el adolescente, quien está en un absoluto abandono emocional, por lo que se prostituye también para buscar el cariño que le falta. Con esto también se puede entender por qué Nathan ve en un principio de manera sexual a Boon y no como una figura parental, ya que a su corta edad no posee madurez emocional suficiente como para asimilarlo como tal, además de su pasado como prostituto y su pésima  experiencia con la madre que no le permitieron mostrar sentimientos legítimos.